# 엑스맨 2
《엑스맨 2》(영어: X-Men 2, X2)는 2003년 개봉한 미국의 영화로, 엑스맨 영화 시리즈의 두 번째 작품이다. 감독은 전편과 마찬가지로 브라이언 싱어가 맡았다.

## 줄거리
세뇌된 순간이동 돌연변이 나이트크롤러가 백악관에서 미국 대통령을 공격하여 많은 요원에게 부상을 입힌다. 그는 총에 맞고 후퇴한다. 한편 로건은 자신의 과거에 대한 단서를 찾기 위해 앨버타의 알칼리 호수에 있는 버려진 군사 시설을 탐색하지만 아무것도 찾지 못한다. 진 그레이는 자신의 힘을 제어하기가 점점 어려워지는 느낌이 들고 집중하기 위해 고군분투하고 있다. 나중에 로건은 돌연변이를 위한 엑세비어 교수의 학교로 돌아가고 엑세비어는 세레브로를 사용하여 나이트크롤러를 추적한다. 엑스맨 스톰과 진 그레이가 나이트크롤러를 회수하는 동안 엑세비어와 사이클롭스는 투옥된 매그니토에게 공격에 대해 질문한다. 군사 과학자 윌리엄 스트라이커 대령은 대통령으로부터 최근 공격 이후 돌연변이와의 관계에 대한 단서를 찾기 위해 자비에르의 저택을 조사할 수 있는 승인을 받는다. 스트라이커의 군대가 학교를 침공하고 일부 학생들을 납치한다. 콜로서스는 남은 학생들을 안전하게 이끌고 로건, 로그, 아이스맨, 파이로는 탈출하고 스트라이커의 조수 오야마 유리코는 사이클롭스와 엑세비어를 붙잡는다. 공격하는 동안 로건은 그를 울버린이라고 부르고 그의 과거에 대해 알고있는 것 같은 스트라이커와 마주한다.
변신하는 미스티크는 매그니토의 감옥에 대한 정보를 얻고 그가 탈출하도록 도우며 두 번째 세레브로의 설계도도 발견한다. 로건, 로그, 아이스맨, 파이로는 보스턴에 있는 아이스맨의 부모와 형제를 방문하고 스톰, 진, 나이트크롤러를 만난다. 엑스젯은 맨션으로 돌아가는 중 전투기의 공격을 받아 격추되지만 매그니토는 충돌에서 그들을 구한다. 마그네토는 스트라이커가 그것을 사용하기 위해 두 번째 세레브로를 만들었고 엑세비어는 행성의 모든 돌연변이를 텔레파시로 죽이기 위해 그룹에 설명한다. 스트라이커의 아들 제이슨은 마인드 컨트롤 능력을 가진 돌연변이로 스트라이커는 엑세비어가 이를 수행하도록 강제하는 데 사용할 것이다. 스트라이커는 또한 이전에 제이슨의 힘을 사용하여 나이트크롤러의 공격을 조율하여 엑세비어의 저택을 침공하기 위한 승인을 얻었다. 매그니토는 또한 울버린에게 스트라이커가 자신의 아다만티움 골격을 자신의 뼈에 접목한 사람이며 기억상실증의 원인이라고 말한다. 진은 나이트크롤러의 마음을 읽고 스트라이커의 기지가 알칼리레이크의 댐 지하에 있다고 판단한다.
로건으로 변장 한 미스티크는 스트라이커의 기지에 침투한다. 그녀는 나머지 돌연변이를 허용하고 마그네토와 미스티크는 세뇌당한 엑세비어가 활성화하기 전에 세레브로를 비활성화한다. 스톰과 나이트크롤러는 사로잡힌 학생들을 구출하고, 진은 마인드 컨트롤 사이클롭스와 싸운다. 그들의 전투는 사이클롭스를 풀어주지만 파열되기 시작하는 댐을 손상시킨다. 로건은 아 다만 티움 제련 연구소에서 스트라이커를 발견하고 그가 아 다만 티움 해골을받은 곳을 기억한다. 로건은 유리코와 싸우고 죽인 다음 스트라이커를 헬리콥터 패드로 쫓아 헬리콥터 바퀴에 묶는다. 마그네토는 세레브로를 중지하고 스트라이커를 가장 한 미스티크를 사용하여 제이슨에게 명령을 내리고 엑세비어가 인간에게 권한을 리디렉션하도록한다. 이후 두 사람은 매그니토의 견해에 동요된 파이로와 함께 스트라이커의 헬리콥터를 이용해 탈출한다. 나이트크롤러는 세레브로 내부에서 스톰을 순간 이동하여 눈보라를 일으켜 제이슨의 집중력을 깨고 엑세비어를 그의 통제에서 풀어준다.
엑스맨은 물이 댐을 삼켜 스트라이커를 죽이자 댐에서 도망 쳤지 만 엑스젯은 모든 힘을 잃고 홍수가 그들을 향해 돌진하면서 비행하기 위해 고군분투한다. 진은 제트기에서 몰래 빠져 나와 텔레파시로 팀에게 작별 인사를한다. 그녀는 물을 억제하고 그녀의 몸에서 화염이 분출할 때 그 위로 제트기를 들어 올린다. 그녀가 놓아주고 홍수가 그녀에게 충돌하도록 허용하여 아마도 그녀를 죽일 것이다. 엑스맨은 스트라이커의 파일을 대통령에게 제공하고 엑세비어는 평화를 구축하기 위해 인간과 돌연변이가 협력해야한다고 경고한다. 학교로 돌아온 엑세비어, 사이클롭스, 로건은 진을 기억하고 엑세비어는 수업을 시작한다. 한편, 침수된 알칼리 호수에서 불사조 모양의 형상이 솟아오른다.

## 출연
- 휴 잭맨 - 로건 / 울버린
- 패트릭 스튜어트 - 찰스 엑세비어 / 프로페서 X
- 이언 매켈런 - 에릭 렌셔 / 매그니토
- 핼리 베리 - 오로로 먼로 / 스톰
- 팜커 얀선 - 진 그레이
- 제임스 마즈든 - 스콧 서머스 / 사이클롭스
- 앨런 커밍 - 쿠르트 바그너 / 나이트크롤러
- 리베카 로메인스테이모스 - 레이븐 다크홈 / 미스티크
- 브라이언 콕스 - 윌리엄 스트라이커 대령
- 애나 패퀸 - 마리 단칸토 / 로그
- 숀 애슈모어 - 바비 드레이크 / 아이스맨
- 에런 스탠퍼드 - 존 앨러다이스 / 파이로
- 켈리 후 - 오야마 유리코 / 레이디 데스스트라이크
- 브루스 데이비슨 - 로버트 켈리 상원의원
- 케이티 스튜어트 - 키티 프라이드
- 키아 웡 - 주빌리
- 브라이스 호지슨 - 아티
- 쇼나 케인 - 시린
- 마이클 리드 매케이 - 제이슨 스트라이커 / 뮤턴트 143
- 대니얼 커드모어 - 표트르 라스푸틴 / 콜로서스
- 스티븐 베이식 - 행크 매코이 박사